# Фефелов, Виталий Николаевич
Виталий Николаевич Фе́фелов (12 августа 1932, Нижний Тагил, СССР — 22 мая 2016) — советский борец классического стиля, чемпион и призёр чемпионатов СССР, мастер спорта СССР международного класса (1967), заслуженный деятель физической культуры Белорусской ССР (1971).

## Биография
Увлёкся борьбой в 1955 году. В 1956 году выполнил норматив мастера спорта СССР. Участвовал в 11 чемпионатах СССР (1957—1967). Победитель международных турниров.
В 1968—1969 годах главный тренер сборной Белорусской ССР. В 1971—1980 заведующий кафедрой физического воспитания и спорта Белорусского государственного университета.

## Спортивные результаты
- Классическая борьба на летней Спартакиаде народов СССР 1963 года — ;
- Чемпионат СССР по классической борьбе 1965 года — ;
- Классическая борьба на летней Спартакиаде народов СССР 1967 года — ;